# Unravel
Unravel is een computerspel ontwikkeld door Coldwood Interactive en uitgegeven door Electronic Arts voor Windows, PlayStation 4 en Xbox One. Het platformspel is uitgekomen op 9 februari 2016.
In juni 2018 verscheen een vervolgdeel, genaamd Unravel Two.
Het spel draait om Yarny, een figuurtje van garen. Door het uitrafelen van de stof moet de speler de puzzels in het spel zien op te lossen.

## Ontvangst
| Recensiescore             | Recensiescore                 |
| Recensieverzamelaar       | Score                         |
| ------------------------- | ----------------------------- |
| Metacritic                | 81% (pc) 78% (PS4) 75% (XONE) |
| Publicist                 | Score                         |
| Destructoid               | 10                            |
| Electronic Gaming Monthly | 8,5                           |
| Game Informer             | 7,75                          |
| GameSpot                  | 7                             |
| GamesRadar+               | 4,5/5                         |
| IGN                       | 8,3                           |

Het spel ontving positieve recensies. Men prees het grafische gedeelte, hoofdpersonage, de muziek en algehele sfeer. Kritiek was er op de spelbesturing, afwisseling in de puzzels en het platformgedeelte.
Op Metacritic, een recensieverzamelaar, heeft het spel scores van 81% (pc-versie), 78% (PlayStation 4) en 75% (Xbox One).